# Dragoslav Stepanović
Dragoslav „Stepi“ Stepanović (* 30. August 1948 in Rekovac) ist ein ehemaliger serbischer Fußballspieler und -trainer.

## Karriere
Stepanović war in den späten 1960er und frühen 1970er Jahren einer der weltbesten Außenverteidiger. 1976 wurde er in eine Weltelf berufen. Er spielte 34-mal für Jugoslawiens Nationalmannschaft. In Deutschland war er als Spieler für Eintracht Frankfurt und Wormatia Worms aktiv.
Nach dem Ende seiner aktiven Karriere war Stepanović, der von vielen nur „Stepi“ genannt wird, zunächst als Kneipenwirt tätig und trat als Trainer nicht nennenswert in Erscheinung. Mit Rot-Weiss Frankfurt scheiterte er in der Oberliga Hessen in der Saison 1989/90 mit seinem Spieler Jürgen Klopp am Aufstieg in die Zweite Liga. In der Winterpause 1990/91 wechselte er zu Eintracht Trier – ebenfalls ein ambitionierter Oberligist (Staffel Südwest). 
Trotzdem überraschte es viele, dass er im April 1991 von seinem ehemaligen Mitspieler Bernd Hölzenbein, dem damaligen Manager des Fußball-Bundesligisten Eintracht Frankfurt, als Trainer für die Bundesliga verpflichtet wurde. „Stepis“ freundliche Art und sein lockerer Umgangston machten ihn bei Spielern, Fans und Medien schnell beliebt, führten bei nachlassendem Erfolg aber auch zu Zweifeln an seiner Autorität und Fachkompetenz. In der Saison 1991/1992 führte Eintracht Frankfurt mit Trainer Stepanović lange Zeit die Tabelle an. Der Verein verpasste aber nach einem hochdramatischen Saisonfinale die deutsche Meisterschaft knapp durch eine Niederlage bei Hansa Rostock. In der folgenden Spielzeit wurde er als Trainer zunehmend in Frage gestellt. Unmittelbar nach der 0:3-Heimniederlage gegen Bayer 04 Leverkusen im Halbfinale des DFB-Pokals erklärte er mit den Worten „Das war’s“ in einem Live-Fernsehinterview seinen sofortigen Rücktritt. Sein Abschied aus Frankfurt zu Saisonende stand ohnehin bereits länger fest, nachdem er einen Vertrag bei Bayer Leverkusen unterschrieben hatte. Da Leverkusen sich seinerseits bereits vorzeitig von Reinhard Saftig getrennt hatte, trat Stepanović den Posten des Cheftrainers noch in der laufenden Saison 1992/1993 an und betreute die Mannschaft auch beim Endspiel um den DFB-Pokal gegen die Amateurmannschaft von Hertha BSC im Berliner Olympiastadion. So kam es zu der paradoxen Situation, dass Stepanović als Trainer den DFB-Pokal gewann, obwohl er im laufenden Wettbewerb bereits ausgeschieden war. Überdies genau mit dem Verein, gegen den zuvor im Halbfinale verloren wurde. 
Während seines zweiten Engagements bei Eintracht Frankfurt konnte er den Abstieg aus der Bundesliga in der Saison 1995/96 nicht verhindern. Bei Kickers Offenbach, deren Training er am 6. August 2000 als Nachfolger von Peter Neururer übernahm, trat er bereits am 28. September 2000 wieder als Trainer wegen einer schlechten Bilanz zurück. Unter dem Titel Lebbe geht weider moderierte Stepi auch von Oktober 2005 bis April 2007 eine wöchentliche Call-in-Show im Ballungsraumsender rheinmaintv.
Ab dem 1. Mai 2006 war er als Manager der TuS Koblenz tätig. Da er dort die Erwartungen, die insbesondere in den Bereichen Marketing und Sponsoring in ihn gesetzt worden waren, nicht erfüllen konnte, wurde Stepanović zum 26. Juli 2006 von seinen Aufgaben befreit und zum 31. August 2006 gekündigt.
Später war Stepanović beim serbischen Klub FK Vojvodina Novi Sad als Trainer tätig, wurde jedoch im Oktober 2009 wegen sportlicher Misserfolge freigestellt. 2014 war er bei FK Radnički Niš tätig.

## Trivia
In der Pressekonferenz nach dem verlorenen Spiel im Bundesliga-Saisonfinale 1992 gegen Hansa Rostock prägte Stepanović das mittlerweile legendäre Bonmot „Lebbe geht weider“, welches für ihn zu einer Art Markenzeichen wurde.
An Ostern 2021, während der COVID-19-Pandemie, nahm er sein Statement noch einmal auf und erzählte in einem Kurzfilm der evangelischen Kirche damit die Ostergeschichte, um Hoffnung weiterzugeben. Die Journalistin Petra Gerster wählte die Worte für ihren Abschied von der langjährigen Moderationstätigkeit bei heute.
Dragoslav Stepanović ist der Schwiegervater des ehemaligen Profifußballers und heutigen Trainers Slobodan Komljenović.

## Managerstationen
- 05/2006–07/2006 TuS Koblenz